# Лицидерски занат у Нишу
Лицидерски занат у Нишу и југоисточној Србије припада групи млађих старих заната, у оквиру кога су први нишки воскари почев од треће деценији 20. века, производили лицидарске колаче, који су били украс, који се качио око врата или на зид. Зато они нису уопште били за јело, јер се поред брашна користио и гипс (да би били лепши и чвршћи). Зато није било битно да ли су свежи већ како изгледају.
Како лицидерски занат није могао да нишким занатлија обезбеди потпуну егзистенцију, самостално није обављан, већ као допуна воскарском занату. Оба заната била су сезонска, па је лицидерски сматран летњим а воскарски зимским. Оба заната најчешће је обављао исти мајстор у својој мешовитој воскарско-медичарско-лицидерској радњи.

## Оснивање воскарско-медичарско-лицидерских радњи
На просторима југоистока Србије лицидерски занат је као најмлађи стари занат доживео релативно брзи развој, али и исто тако брзо нестао средином 20. века. Последње занатске лицидерске радње у Нишу су своју производњу обуставиле крајем шездесетих година 20. века.
Све је почело око треће деценије 20. века, када нишки воскари, поред свог редовног посла, производе и лицидерске колаче и медењаке, и тако допуњују своју малу зараду. У југоисточној Србији то се десило када су ова два заната као обједињени пренети из Војводине, где су научени од немачких мајстора.
Задоцнело прихватање лицидерског заната на југу Србије и Нишу треба тражити у патријархалном начину живота који се споро мењао и са резервом прихватао новине у свим областима живота и рада, па и у посмртној обредној пракси. Лицидерски производи су тек у првим деценијама 20. века у Нишу почели у већим количинама да се користе у различитим приликама. Даривани су деци и одраслим особама и нашли своје место на задушницама и даћама, што је и условило нагли развој овог заната.
Оснивање еснафа
Лицидерски занат, као еснафски уређен је у Нишу, заједно са воскарским, релативно касно, тек после Великог рата, и самостално није опстајао, јер је није сматран самосталним занатом већ сезонским (летњим) занатом који није обезбеђивао потпуну егзистенцију, већ само као допуна воскарском занату који је у Србији такође био сезонски, али зимски. Оба заната обављао је исти мајстор у својој мешовитој воскарско-медичарско-лицидерској радњи.
Еснафску славу славили су заједно, сви мушки чланови еснафа нишких воскара — лицидера, у присуству свештеника, никако и жена, иако су многе помагале својим мужевима - мајсторима код израде и продаје производа, или као удовице саме настављале да обављају занат, у неком од нишких ресторана, кафана или хотела. До Првог светског рата слава је била Спасовдан. Након рата чланови еснафа су за свог патрона узели Светог Тодора, који увек пада у прву суботу Ускршњег поста. Сваке године за славу, један од мајстора је припремао колач, жито, вино и свећу и носио изјутра у цркву на резање. Славило се током целог дана, а трошкове славља једнако су плаћали сви учесници. Тога дана радње овог еснафа нису отваране.
Према историјским изворима у Нишу је 1927. године, на Обилићевом венцу број 5 регистрована прва воскарско-лицидерска радња мајстора Радомира Игњатовића, мада има сазнања да су воскари и пре протоколисања лицидерских радњи производили колаче. Убрзо потом и своју воскарско лицидерску радњу отворио је Купчевић Божидар, на Тргу краља Александра број 11. Воскар-медичар Павловић-Васић Божидар 1935. године протоколисао је своју радњу у Обреновићевој улици број 110.
Лицидерска срца су се посебно истицала међу производима лицидера и највише су продавана муштеријама. Срца су куповали заљубљени и поклањали вољеној особи, „папуче” су дариване мужевима „папучарима“, а деци су поклањани коњићи, зечићи, ђердани и др, са којима су се играла и на крају појели, иако нису били за то намењени. Ови колачи су имали и значајно место у самртном ритуалу, јер су на погреб има и задушницама дељени присутнима за покој душе умрлог.

## Израда производа
Израда лицидерских колача
Тесто се правило од белог брашна, меда или шећерног сирупа, воде и лицидерског квасца - „салекарије”: у одосу 1 кг брашна ½ кг шећера, 300 грама воде, 15 грама салекарија или леденог лицидерског квасца. Тесто се замеси увече у „кориту, карлици и рифлиху” - већом дрвеном кашиком за мешање теста, како би одстојало током ноћи. Изјутра га мајстор са помоћником најпре прерађује на „преху” — столу са столицом и рудом за прераду теста, тако што га ваља, а помоћник рудом удара - „лупа“ по њему. Потом се тесто развуче на „тофлу“ — дрвеном столу ограђеном са три стране, и развија помоћу „волгера“ — дебља, кратка дрвена оклагија са ручицама, за развијање теста, до жељене дебљине. За веће колаче тесто је развлачено дебље, а за мање тање. Просечно је дебело око 5 мм.
Из овако развученог теста „модлама” — направљених од лима и различитих облика и величина, ваде се фигурице и пеку на јакој ватри 3-5 минута. Након печења се на „штабли“ — дугачкој дасци, хладе 1—2 дана, а потом боје прехрамбеним бојама, и суше један дан.
Затим следи украшавање помоћу кромпировог скроба - густина, који се меша са водом и бојом. Украшавање се обављало „тилнама“ — кратким лименим левкастим наставци са узаним отвором на врх. У зависности од ликовне обдарености и смисла мајстора за слагање боја зависио је и крајњи изглед самог колача. Осим бојама, колачи су украшавани и лепљењем сличица и огледалаца, помоћу вреле воде и брашна.
Лицидерски колачи су прављени у облику: срца, коњића, лутки, ташни, папуча, зечића, и то у три и више величина. Округли колачи у жутој, белој и црвеној боји са срцем у средини су низани на конац и ношени око врата као ђердан, или су паковани у целофан и продавани као бисквити.
Израда медењака
Поред декоративних, шарених разнобојних колача лицидерери су израђивали и округле медењаке. Ови укусни и слатки колачи су прављени од брашна, замешеног са јајима (50 јаја на једно тесто), меда, воде, а за арому је додаван један каранфилић.
Тесто се припремало увече, а изјутра се вршило његово ваљање у дебелу кору. Потом су округлим калупима вађени медењаци у три величине (мали, средњи, велики). Пре печења медењаци су премазивани белим или чоколадним шнелом. Паковани су по осам у целофану, и продавани у радњи на саборима, вашарима, и по наруџбини испоручивани фирмама на велико.

## Тренутно стање лицидерског заната у Нишу
Фабричка производња колача након Другог светског рата, све више се увећавала, и почетком 1960—их година угрозила је мануфактурну производњу лицидерских колача. Тада престаје њихова потражња производња и продаја.
Данас су лицидерска срца, и друге фигуре мајстора лицидера поново тражена као атрактиван туристички сувенир који производе ретки појединци, махом жене, организована при Удружењу за чување и неговање старих заната у Нишу.